# Nicolás Córdova
Nicolás Andrés Córdova San Cristóbal (ur. 9 lutego 1979 w Talca) – chilijski piłkarz grający na pozycji pomocnika, a także trener.

## Sukcesy
- CSD Colo-Colo
  - Primera División de Chile: 1997 i 1998